# Słowiańscy muzułmanie
Słowiańscy muzułmanie – narody słowiańskie, które w efekcie podboju przez Imperium Osmańskie w końcu średniowiecza przyjęły islam.

## Klasyfikacja
Do tej grupy narodów zaliczani są:
- Boszniacy – naród mieszkający w Bośni i Hercegowiny i w Sandżaku, wokół miasta Novi Pazar w Serbii (część to muzułmanie)
- Muzułmanie z narodowości – oficjalnie od 1971 roku naród, zamieszkujący tereny Bośni i Hercegowiny, Serbii, Czarnogóry, Chorwacji i Słowenii
- Gorani – muzułmanie serbscy, zamieszkujący tereny południowo-zachodniego Kosowa
- Torbesze – muzułmanie macedońscy, zamieszkujący północno-zachodnie tereny Macedonii Północnej (Pomacy)
- Pomacy – muzułmanie bułgarscy, zamieszkujący część Bułgarii w dawnej tureckiej prowincji Rumelia Wschodnia

## Historia
Na podbitych terenach Turcy nie zmuszali ludności miejscowej do przechodzenia na islam, gdyż rozprzestrzeniał się na zasadzie dobrowolnych konwersji, motywowanych przez korzyści ekonomiczne, np. zwolnienie z płacenia podatku od „niewiernych” (dżizja) i możliwość kupowania ziemi. Z drugiej strony od osób, które przeszły na islam, wymagano odrzucenia wszelkich praktyk związanych z wyznawaniem starej religii. W 1568 roku wydano fatwę, oznaczającą karę śmierci dla dwuwierców. Mimo to było to zjawisko powszechne i po wycofaniu się Turków z Bałkanów większość, z wyjątkiem narodów wymienionych powyżej, powróciła do chrześcijaństwa.